# Вудсток (Іллінойс)
Вудсток (англ. Woodstock) — місто (англ. city) в США, в окрузі Макгенрі штату Іллінойс. Населення — 25 630 осіб (2020).

## Географія
Вудсток розташований за координатами 42°18′37″ пн. ш. 88°26′8″ зх. д. / 42.31028° пн. ш. 88.43556° зх. д. (42.310266, -88.435654).  За даними Бюро перепису населення США в 2010 році місто мало площу 35,10 км², уся площа — суходіл.

## Демографія
Згідно з переписом 2010 року, у місті мешкало 24 770 осіб у 9014 домогосподарствах у складі 6033 родин. Густота населення становила 706 осіб/км².  Було 9767 помешкань (278/км²).
Расовий склад населення:
| - 83,5 % — білих - 2,3 % — чорних або афроамериканців - 2,3 % — азіатів - 0,4 % — корінних американців - 0,1 % — вихідців з тихоокеанських островів - 9,3 % — осіб інших рас |

До двох чи більше рас належало 2,1 %. Частка іспаномовних становила 23,6 % від усіх жителів.
За віковим діапазоном населення розподілялося таким чином: 26,6 % — особи молодші 18 років, 63,3 % — особи у віці 18—64 років, 10,1 % — особи у віці 65 років та старші. Медіана віку мешканця становила 34,2 року. На 100 осіб жіночої статі у місті припадало 100,8 чоловіків;  на 100 жінок у віці від 18 років та старших — 98,5 чоловіків також старших 18 років.
Середній дохід на одне домашнє господарство  становив 75 663 долари США (медіана — 56 355), а середній дохід на одну сім'ю — 87 144 долари (медіана — 70 260). Медіана доходів становила 50 905 доларів для чоловіків та 40 731 долар для жінок. За межею бідності перебувало 14,8 % осіб, у тому числі 20,7 % дітей у віці до 18 років та 8,5 % осіб у віці 65 років та старших.
Цивільне працевлаштоване населення становило 12 773 особи. Основні галузі зайнятості: освіта, охорона здоров'я та соціальна допомога — 21,6 %, виробництво — 21,1 %, роздрібна торгівля — 10,1 %, мистецтво, розваги та відпочинок — 9,6 %.